# جون دبليو. كار
جون دبليو. كار (بالإنجليزية: John W. Carr)‏ هو محامي وسياسي أمريكي، ولد في 26 مارس 1874 في مقاطعة فاييت في الولايات المتحدة، وتوفي في 14 يونيو 1932. حزبياً، نشط في الحزب الجمهوري. وقد انتخب عضو مجلس نواب داكوتا الشمالية وانتخب نائب حاكم شمال داكوتا ‏.